# Batalla de los Gigantes (Fiyi)
La Batalla de los Gigantes es un torneo de fútbol que se celebra cada año, bajo los auspicios de la Asociación de Fútbol de Fiyi, en Fiyi, en el que equipos de todos los distritos participan.

## Historia
La competición, que comenzó en 1978, se debió a la previsión de JD Maharaj, viendo la competición como una forma de ganar dinero para asociaciones de fútbol de Fiyi. Esta fue la primera vez que una competición de fútbol de Fiyi fue patrocinada por empresas. La competición se ha celebrado cada año, salvo en 1987, cuando debido a las restricciones impuestas a los concursos organizados en domingo por el gobierno militar dirigido a todas las competiciones de fútbol en Fiyi.
Los mejores 10 equipos de distrito participan en el torneo. Los equipos son Ba FC, Labasa FC, Lautoka FC, Nadi FC, Nadroga FC, Nasinu FC, Navua FC, Rewa FC, Suva FC y Tavua FC. Están divididos en dos grupos de cinco y cada equipo juega contra el resto una vez, durante tres días. Una victoria vale tres puntos, un empate un punto y una derrota no otorga puntos. Los dos mejores equipos de cada grupo se clasifican para las semifinales, con el ganador de cada grupo. Las semifinales y la final se juegan en el mismo día.

## Campeonatos
| Año  | Ciudad  | Campeón    | Subcampeón | Resultado    |
| ---- | ------- | ---------- | ---------- | ------------ |
| 1978 | Ba      | Nadi FC    | Ba FC      | 1 - 0        |
| 1979 | Lautoka | Ba FC      | Rewa FC    | 4 - 2 (Pen.) |
| 1980 | Ba      | Nadi FC    | Ba FC      | 3 - 0        |
| 1981 | Lautoka | Ba FC      | Lautoka FC | 2 - 0        |
| 1982 | Suva    | Suva FC    | Ba FC      |              |
| 1983 | Nadi    | Nadi FC    | Lautoka FC | 1 - 0        |
| 1984 | Ba      | Ba FC      | Suva FC    | 1 - 0        |
| 1985 | Suva    | Lautoka FC | Rewa FC    | 3 - 0        |
| 1986 | Nadi    | Nadi FC    | Labasa FC  | 1 - 0        |
| 1988 | Nadi    | Suva FC    | Ba FC      | 4 - 3 (Pen.) |
| 1989 | Rewa    | Nadroga FC | Nasinu FC  | 1 - 0        |
| 1990 | Ba      | Ba FC      | Suva FC    | 5 - 4 (Pen.) |
| 1991 | Rewa    | Nadroga FC | Nasinu FC  | 5 - 4 (Pen.) |
| 1992 | Lautoka | Ba FC      | Lautoka FC | 1 - 0        |
| 1993 | Rewa    | Ba FC      | Labasa FC  | 1 - 0        |
| 1994 | Nadi    | Rewa FC    | Ba FC      |              |
| 1995 | Suva    | Suva FC    | Navua FC   | 2 - 1        |
| 1996 | Ba      | Nadi FC    | Tavua FC   | 3 - 1        |
| 1997 | Labasa  | Labasa FC  | Nadi FC    | 1 - 0        |
| 1998 | Nadi    | Ba FC      | Nadi FC    | 1 - 0        |
| 1999 | Lautoka | Ba FC      | Tavua FC   | 1 - 0        |
| 2000 | Lautoka | Ba FC      | Labasa FC  | 2 - 0        |
| 2001 | Nadi    | Ba FC      | Lautoka FC | 2 - 0        |
| 2002 | Labasa  | Nadroga FC | Labasa FC  | 2 - 1        |
| 2003 | Lautoka | Rewa FC    | Ba FC      | 1 - 0        |
| 2004 | Ba      | Rewa FC    | Ba FC      | 2 - 0        |
| 2005 | Suva    | Navua FC   | Rewa FC    | 1 - 0        |
| 2006 | Nadi    | Ba FC      | Suva FC    | 2 - 1        |
| 2007 | Rewa    | Ba FC      | Nadi FC    | 3 - 1        |
| 2008 | Suva    | Ba FC      | Labasa FC  | 2 - 1        |
| 2009 | Lautoka | Ba FC      | Lautoka FC | 1 - 0        |
| 2010 | Nadi    | Rewa FC    | Navua FC   | 1 - 0        |
| 2011 | Rewa    | Rewa FC    | Suva FC    | 4 - 3        |
| 2012 | Lautoka | Ba FC      | Labasa FC  | 4 - 2        |
| 2013 | Ba      | Ba FC      | Lautoka FC | 3 - 1        |
| 2014 | Suva    | Rewa FC    | Lautoka FC | 2 - 1        |
| 2015 | Nausori | Rewa FC    | Ba FC      | 2 - 0        |
| 2016 | Nausori | Lautoka FC | Labasa FC  | 2 - 0        |
| 2017 | Lautoka | Rewa FC    | Nadi FC    | 2 - 1        |
| 2018 | Lautoka | Ba FC      | Suva FC    | 2 - 0        |
| 2019 | Lautoka | Labasa FC  | Lautoka FC | 1 - 0        |
| 2020 | Lautoka | Rewa FC    | Suva FC    | 1 - 0        |
| 2022 | Lautoka | Labasa FC  | Rewa FC    | 2 - 1        |

## Títulos por equipo
| Club       | Títulos | Subtítulos | Años campeón                                                                                         | Años subcampeón                                |
| ---------- | ------- | ---------- | --- | ---------------------------------------------- |
| Ba FC      | 17      | 8          | 1979, 1981, 1984, 1990, 1992, 1993, 1998, 1999, 2000, 2001, 2006, 2007, 2008, 2009, 2012, 2013, 2018 | 1978, 1980, 1982, 1988, 1994, 2003, 2004, 2015 |
| Rewa FC    | 9       | 4          | 1994, 2003, 2004, 2010, 2011, 2014, 2015, 2017, 2020                                                 | 1979, 1985, 2005, 2022                         |
| Nadi FC    | 5       | 4          | 1978, 1980, 1983, 1986, 1996                                                                         | 1997, 1998, 2007, 2017                         |
| Labasa FC  | 3       | 7          | 1997, 2019, 2022                                                                                     | 1986, 1993, 2000, 2002, 2008, 2012, 2016       |
| Suva FC    | 3       | 6          | 1982, 1988, 1995                                                                                     | 1984, 1990, 2006, 2011, 2018, 2020             |
| Nadroga FC | 3       | -          | 1989, 1991, 2002                                                                                     | ----                                           |
| Lautoka FC | 2       | 8          | 1985, 2016                                                                                           | 1981, 1983, 1992, 2001, 2009, 2013, 2014, 2019 |
| Navua FC   | 1       | 2          | 2005                                                                                                 | 1995, 2010                                     |
| Nasinu FC  | -       | 2          | ----                                                                                                 | 1989, 1991                                     |
| Tavua FC   | -       | 2          | ----                                                                                                 | 1996, 1999                                     |